# Falsepilysta laterimaculata
Falsepilysta laterimaculata es una especie de escarabajo longicornio del género Falsepilysta, tribu Apomecynini, familia Cerambycidae. Fue descrita científicamente por Heller en 1924.
Se distribuye por Asia: Filipinas. Mide 13-18 milímetros de longitud. El período de vuelo ocurre en los meses de mayo, septiembre y diciembre.